# Петровщина (Хмельницкая область)
Петровщина (укр. Петрівщина) — село в Волочисском районе Хмельницкой области Украины.
Население по переписи 2001 года составляло 35 человек. Почтовый индекс — 31214. Телефонный код — 3845. Занимает площадь 0,66 км². Код КОАТУУ — 6820984705.

## Местный совет
31200, Хмельницкая обл., Волочисский р-н, с. Вочковцы